# Чернишня (деревня)
Чернишня — деревня в Жуковском районе Калужской области России. Входит в сельское поселение «Деревня Корсаково».

## География
Находится на границе с Новой Москвой в 23 км к северо-востоку от Жукова, в 85 км от Калуги, в 57 км от МКАД. Расположена на левом берегу Чернички (приток Нары). К деревне примыкают дачные посёлки и деревня Кузовлёво (на противоположном берегу реки), в 1 км по разным сторонам от деревни расположены лесные массивы.

## История
22 сентября 1812 вблизи сельца Виньково, расположенного на Старой Калужской дороге, на левом берегу р. Чернишни, произошёл бой между русским арьергардом под командованием М. А. Милорадовича и авангардом Великой армии под началом маршала И. Н. Мюрата. Бой длился почти 10 часов и закончился победой русских.
Это сражение стало окончанием маневрирования войск по командованием М. И. Голенищева-Кутузова после оставления Москвы. В рапорте Александру I от 23 января 1813 года о бое при Виньково (в документе — селение Чернишня) Кутузов писал: «Дело столь важное, которое, конечно, назвать баталиею заслуживает».
На южной окраине деревни находится объект культурного наследия «Поле воинской славы 1812—1941 — высота Длинная»55°11′01″ с. ш. 37°00′57″ в. д.

## Население
| 2002 | 2010 |
| ---- | ---- |
| 19   | ↘6   |

## Транспорт
Имеется местная дорога, связывающая деревню с автодорогой А130 (Москва — Обнинск) и с Московским большим кольцом.